# Armand Bazin de Bezons (Geistlicher, 1701)

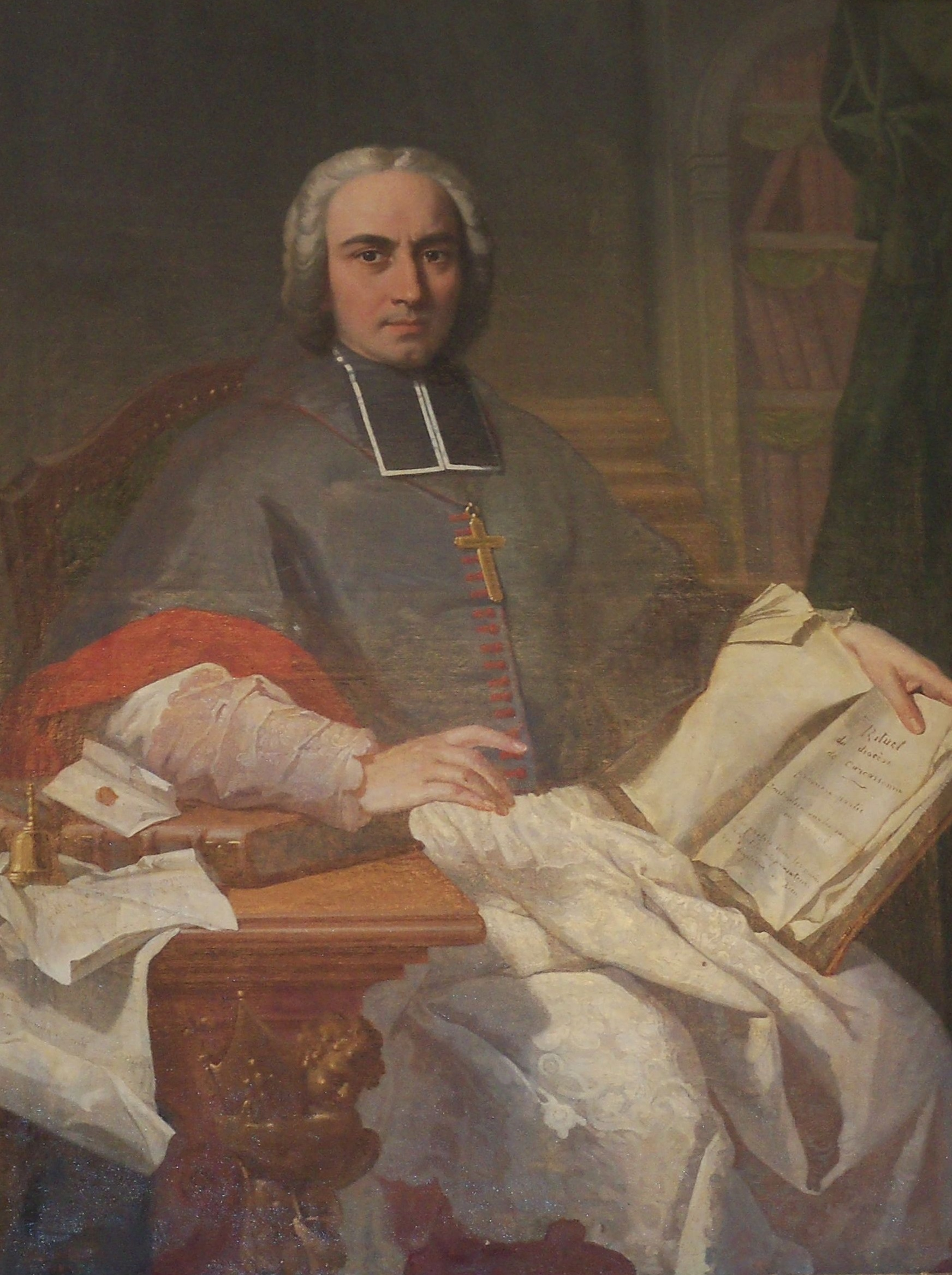
Porträt Armand Bazin de Bezons

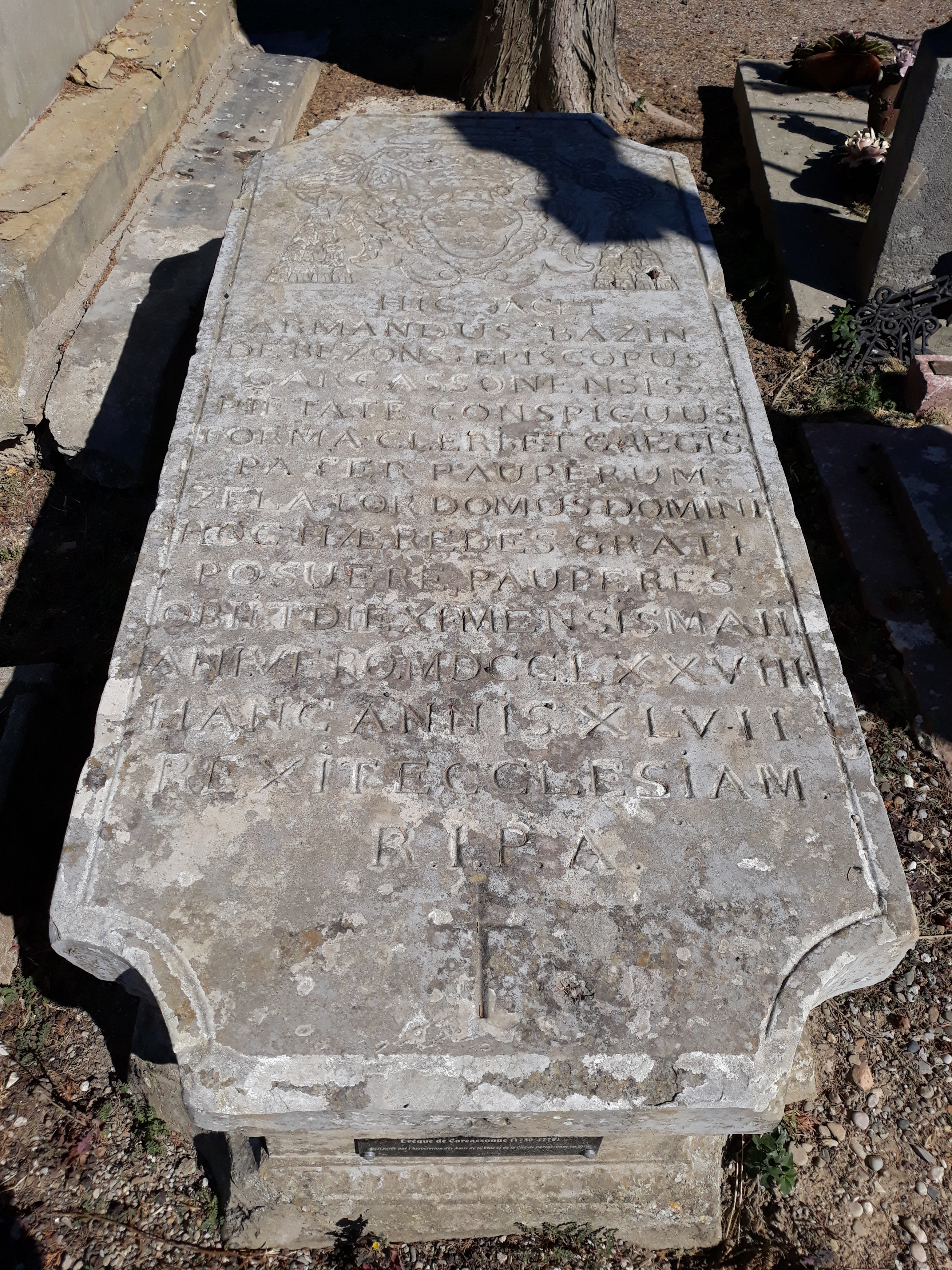
Grab Armand Bazin des Bezons auf dem Cimetière de la Citè in Carcassonne (Aude).

Armand Bazin de Bezons (* 30. März 1701 in Paris; † 11. Mai 1778 in Carcassonne) war Bischof von Carcassonne.

## Leben
Armand Bazin war der zweite Sohn des Marschalls Jacques de Bazin, marquis de Bezons (1646–1733) und ein Neffe und Patensohn des Bischofs Armand Bazin de Bezons (1654–1721). Er erhielt beizeiten zwei Abteien in Kommende, 1717 Saint-Jouin-de-Marne und 1721 die Abtei Sainte-Marie de Lagrasse, die er renovieren und ausbauen ließ. Nach dem Theologiestudium in Paris wurde er von der Universität Sorbonne zum Doktor der Theologie promoviert.
Am 1. April 1730 zum Bischof von Carcassonne im Roussillon ernannt, wurde er am 14. Januar 1731 in der Pariser Theatinerkirche von Bischof Nicolas de Saulx-Tavannes von Châlons geweiht. Als Anhänger des Jansenismus forderte er nicht nur die Ablehnung der päpstlichen Bulle Unigenitus Dei filius von 1713, sondern griff auch die Lehre der Jesuiten heftig an. Er gab ein gallikanisches Brevier und ein neues Messbuch für seine Diözese heraus.
Die von Bischof Bazin veranlassten architektonischen Veränderungen sind noch heute im Stadtbild von Carcassonne zu sehen. Er förderte den Bau der Markthallen und ließ 1764 zwei Bastionen der nach der endgültigen Eingliederung der Provinz Roussillon in Frankreich nicht mehr benötigten Festung einreißen. Die davor liegenden Gräben ließ er auffüllen und mit Ulmen bepflanzen. 1739 tauschte er das Grundstück, auf dem das bischöfliche Offizialat stand (auf diesem Gelände wurden die Markthallen gebaut), gegen ein anderes. 1745 erwarb er dort das Haus Delrieu und ließ es zur Bischofsresidenz umbauen (heute Präfektur des Départements Aude).
Mgr Bazin stand seinem Bistum 48 Jahre lang vor. Sein Grab befindet sich auf dem alten Friedhof in Carcassonne.

## Werke
- Ordonnance et instruction pastorale de monseigneur l'evêque de Carcassonne, portant condamnation d'un livre intitulé: l'esprit de Jesus-Christ et de l'eglise sur la fréquente communion, par le P. Jean Pichon, de la compagnie de Jesus. Paris, 1745.
- Mandement de monseigneur l'evêque de Carcassonne portant condamnation de la doctrine enseignée dans le séminaire de son diocèse, touchant l'assistance à la messe de paroisse, par le professeur qui y a dicté cette année des leçons de théologie. Carcassonne, 1751.
- Mandement de monseigneur l'evêque de Carcassonne, pour la publication du jubilé de l'année sainte. Carcassonne, 1751.